# الاتحاد السوفيتي في الألعاب الأولمبية
الاتحاد السوفيتي في الألعاب الأولمبية كان الاتحاد السوفيتي السابق من أقوى الدول التي شاركت في الألعاب الأولمبية، وكانت اللجنة الأولمبية السوفيتية تقوم بالإشراف في شؤون مشاركة الاتحاد السوفيتي في الألعاب الأولمبية، وقد شارك الاتحاد السوفيتي في الألعاب الأولمبية من دورة 1952 في هلسنكي في فنلندا وكانت آخر دورة للإتحاد السوفيتي في دورة 1988 في سيئول في كوريا الجنوبية، نظم الاتحاد السوفيتي الألعاب الأولمبية في دورة 1980 والتي استضافتها موسكو والتي قامت عدة دول بمقاطعتها بقيادة الولايات المتحدة احتجاجاً على قيام الاتحاد السوفيتي بغزو أفغانستان في سنة 1979 ورداً على ذلك قام الاتحاد السوفيتي أيضاً بمقاطعة المشاركة في دورة 1984 في لوس أنجلوس في الولايات المتحدة، فازت الاتحاد في الألعاب الأولمبية الصيفية بمجموع 1010 ميدالية في الألعاب الأولمبية الصيفية منها 395 ذهبية و 319 فضية و 296 برونزية وفي ال10 دورات التي إشترك فيها إحتل المركز الأول في 6 دورات، وأكثر الرياضات التي تنافس فيها الجمباز و ألعاب القوى و المصارعة و رفع الأثقال و التجديف و كرة الطائرة و كرة اليد ورياضات أخرى.
في الألعاب الأولمبية الشتوية شارك الاتحاد السوفيتي أول مرة في دورة 1956 في كورتينا دامبيدزو في إيطاليا وفاز ب194 ميدالية منها 78 ذهبية و 57 فضية و 59 برونزية. وأكثر الرياضات التي كان ينافس فيها هي التزلج الريفي و التزلج السريع و التزلج على الجليد و البياثلون و هوكي الجليد ورياضات أخرى.